# Antocha madrasensis
Antocha madrasensis är en tvåvingeart som beskrevs av Alexander 1970. Antocha madrasensis ingår i släktet Antocha och familjen småharkrankar. Inga underarter finns listade i Catalogue of Life.